# 生沢徹
生沢 徹（いくざわ てつ、1942年8月21日 - ）は、日本の元レーシング・ライダー、元レーシング・ドライバー、元レーシング・チームオーナー。
日本のカーレース創成期のスター選手の1人であり、ヨーロッパ挑戦の先駆者となった。現在はイクザワ・マーケティング・インターナショナル代表としてロンドン・モナコ・東京に拠点を構え活動している。

## レーサー経歴

### 2輪ライダー時代
1942年、洋画家・挿絵画家生沢朗の長男として東京で生まれた。幼少期から軽井沢の別荘に足繁く通い（父は名門軽井沢ゴルフ倶楽部のメンバーでもあった）、10代でイギリス車のMG-TFを乗り回すなど、裕福な家庭に育つ。啓明学園在学時、上級生と一緒にカブ（補助エンジン付き自転車）を買ったのがきっかけとなり、友人達と「ギャルソン・モーターサイクルクラブ」を結成した。
1958年に浅間高原自動車テストコースで開催された第1回全日本クラブマンレースに出場し、15歳の最年少ライダーとして有名になった。東京オトキチクラブからトーハツワークス、ホンダ・テクニカルスポーツへと移籍し、田中健二郎門下で鍛えられるが、「鈴鹿サーキットのS字でアウトから子供（長谷見昌弘）に抜かれた」ことで才能の限界を悟り、興味のあった4輪レースへ転向した。

### 4輪レーサー時代

#### プリンスワークス
1963年、日本大学芸術学部工業デザイン科在学中にプリンス自動車工業（現・日産自動車）とワークスドライバー契約を結び、第1回日本グランプリC-VIクラス、B-IIクラスに出場した。
1964年の第2回日本グランプリではT-Vクラスで優勝。GT-IIクラスではプリンス・スカイラインGTに乗り、式場壮吉が乗るポルシェ・904を抜いて1周トップを走り、「スカイライン伝説」を生み出した。但しこれには内輪話があり、レース前に生沢と友人でもある式場との間に「1周だけでも前を走らせて」という会話があったとされる（詳細はGT-IIクラスの対決の節を参照 ）。同年、イギリスのジム・ラッセル・レーシングスクールに短期入学し、本場ヨーロッパへ挑戦する夢を抱いた。
「プリンス7人の侍」のひとりとしてワークスに所属しながら、プライベートでも自費購入したホンダ・S600に乗りレースに出場した。このS600には友人の本田博俊の伝手でホンダワークスのパーツが数多く組み込まれていた（詳細は入交昭一郎#エピソードを参照 ）。1965年、船橋サーキットで行われた全日本自動車クラブ選手権（船橋CCC）では、浮谷東次郎の乗るトヨタ・スポーツ800と名勝負を演じた末に敗れた。

#### 一匹狼の海外挑戦

##### 1966年～1969年
1966年、第3回日本グランプリ出場後にプリンスとの契約を終え、プライベーターとして単身渡英。スターリング・モスの仲介でモーターレーシング・ステーブルズと契約し、イギリスF3選手権への参戦を開始した。
1967年、第4回日本グランプリにポルシェ・906で参戦し、予選でコースレコードを記録してポールポジションを奪った。決勝では日産・R380-2の高橋国光に追い上げられスピンを喫したものの最終的には独走優勝を果たし、強大なワークスチームをプライベーターとして破ったことで、現代の若きヒーローとして絶大な人気を博した。以降は国内ビッグイベントに出場して海外活動資金を稼ぎ、ヨーロッパで戦うというスタイルを採る。同年のイギリスF3ではすべてポール・トゥ・ウィンで3勝。スポーツカー世界選手権最終戦ニュルブルクリンク500kmに参戦、本田の紹介でホンダの藤沢武夫専務に世話してもらいヨーロッパへ送ってもらったホンダ・S800で出場し、総合11位、GTクラスで優勝した。F3、フォーミュラ・リブレ、スポーツカーに乗って1日3レース3連勝という話題も残した。
1968年の日本グランプリでは滝レーシングと契約し、ポルシェ・910で出場して2位。イギリスF3にはフランク・ウィリアムズ・レーシングカーズ（現ウィリアムズ・レーシング）から出場して5勝。この時のチームメイトはのちに国際自動車連盟会長となるマックス・モズレーであった。ポルシェワークスに助っ人として招聘され、国際メーカ選手権第8戦ワトキンズグレン6時間にポルシェ・908で出場し、予選4位・決勝6位（チーム最上位）の成績を残した。1967年にもBOAC500マイル（ブランズ・ハッチ）でワークス登録されたが、ヨッヘン・リントがマシンを乗り換えたため出走機会がなかった。
1969年は第1回JAFグランプリに三菱・コルトF2Cで出場しポールポジションを獲得する（決勝リタイア）。F2とF5000へのステップアップを目指すがサーティースとの契約交渉がこじれ、再度プライベーターとしてF3を戦った。

##### 1970年～1973年
1970年、個人チームのテツ・イクザワ・レーシング・パートナーシップでヨーロッパF2選手権にステップアップ。ホッケンハイムリンクでは2ヒート合計0.3秒差で2位となった。
1972年よりグループレーシング・デベロップメンツ（Group Racing Development、GRD）のマシンを使用。富士グランチャンピオンレース（富士GC）参戦のため日本国内へも持ち込み、シグマ・オートモーティブ（現サード）設立に関わった。
1973年には後輩の風戸裕とチーム･ニッポンを結成してF2を転戦した。この時の生沢のメカニックは森脇基恭であった。またシグマ・MC73に乗りル・マン24時間レースに参戦し、これがチームメイトの鮒子田寛とともに日本人ドライバーのル・マン24時間レース初参戦となった。同年途中、ヨーロッパでのレース活動から撤退することを決めた。

#### 国内復帰
帰国後はアパレル会社イクザワ・インターナショナルを設立。レース活動はホビーと公言しながら、富士GCシリーズや全日本F2000選手権（1978年は全日本F2選手権）に参戦。富士GCでは1973年はSIGMA GC73、1974年からGRD・S74を駆り活躍した。1977年には全戦表彰台に立ち、星野一義を1点差で上回り富士GCシリーズチャンピオンとなった。これが長いレースキャリアの中で獲得した唯一の年間タイトルとなった。
1978年一杯でドライバーとしては第一線を退いた。ル・マン24時間レースには1979年、1980年、1981年にも参戦し、一時は日本人最多出場者だった。1980年代にはシビックレースや2輪クラシックレースに出場した。
1990年代には俳優の堺正章とともにミッレミリアに参加。2000年にはニュルブルクリンク24時間レースにホンダ・S2000チームの一員として参戦し総合32位・クラス優勝した。

## オーナー・監督経歴
1979年、F3時代のメカニック伊藤義敦とともに「i&iレーシングディベロップメント」を設立。高原敬武と中嶋悟を擁し、中嶋が富士GCのシリーズチャンピオンを獲得した。
1981年、ホンダのワークスF2エンジンの国内初供給チームとなり、中嶋が全日本F2選手権を連覇。1982年にはヨーロッパF2選手権への長期遠征も試みるが、資金不足に悩まされて途中で断念。中嶋は同年限りで生沢のもとを去った。1983年はジェフ・リースのドライブによりチームとして3連覇を達成した。1984年から1986年まではトムス・トヨタのマシンで全日本スポーツプロトタイプカー耐久選手権に参戦した。
またホンダ系のオートバイショップ「Team Ikuzawa」を開業し、2輪レース活動も行なった。ムーンクラフト、無限と共同でオリジナルバイク「ホワイトブル」を製作し、1984年・1985年と二年連続で鈴鹿8時間耐久ロードレースにマン島TTレースの王者ジョイ・ダンロップを起用して出場。1989年にはホンダ系ワークスチーム「BEAMSホンダ・ウィズ・イクザワ」を率いて参戦し、ドミニク・サロン/アレックス・ビエラ組が優勝した。同時期にイギリスの2輪コンストラクターであるハリスと協力し、ホンダエンジンを搭載したオリジナルのIkuzawa・TH-1を製作。公道用として少数販売し、マン島TTレースなどに出場させた。
1990年には町田收に請われて世界スポーツプロトタイプカー耐久選手権(WSPC)に参戦するニッサン・モータースポーツ・ヨーロッパ（NME）チームの監督を務めた。この時ヨーロッパに広く持つ人脈を活用して、メルセデス・ベンツに在籍していたデビッド・プライスの穏健な引き抜きに成功し、当時無敵だったメルセデス・ベンツのノウハウを得た。またデビッド・プライスは前年ワークス活動を休止したアストンマーティンのスタッフを大量に採用したため「日産は今すぐにでもF1で活動できる」と言われた程の有能な人材を短期間に揃えた。この年のル・マン24時間レースではマーク・ブランデル/ジュリアン・ベイリー/ジャンフランコ・ブランカテリ組がポールポジションを獲得したが、この予選用エンジンVRH35Zの投入を巡って日産陣営の足並みが乱れ、NMEとNPTIのスタッフがピットで暴力沙汰を起こす騒ぎとなった。
1994年には「チーム・イクザワF1」の拠点をイギリスに設け、F1参戦を目指す。マネージャーに元ウィリアムズのピーター・ウィンザー、マシンデザイナーに元フェラーリのエンリケ・スカラブローニという体制で準備を進めたが、1995年の阪神・淡路大震災の影響で資金調達に行き詰まり計画中止となった。
帰国後マウンテンバイク（MTB）に興味を持ち、2002年より曙ブレーキ工業のダウンヒルレースプロジェクトに参加。2004年に「Team Ikuzawa」と改名し、安達靖が加入しオリジナルMTBの開発を行った。また曙ブレーキの企業ロゴのデザインを手がけ、マクラーレンとのサプライヤー契約を仲介している。

## 人物
レーシング・ドライバーを職業として成立させようとした点、海外レースに個人参加し世界最高峰レースであるF1を目指した点から、日本のレース界におけるパイオニア的な存在と評されている。ヨーロッパF2ではグラハム・ヒル、ヨッヘン・リント、ロニー・ピーターソン、エマーソン・フィッティパルディ、ニキ・ラウダ、クレイ・レガッツォーニといった名ドライバーを相手に戦った。実力は海外でも評価され、ポルシェ本社のワークスチームに招聘された唯一の日本人ドライバーとなった。
我が道を貫くスタイルから「一匹狼」「クールなテツ」と呼ばれた。テレビCMや広告、一般マスコミに露出する機会も多く、ファッションモデルとしても活躍していた福澤幸雄や、洒落者で知られた式場などとともに団塊世代のファッションリーダー的存在となった。国内レース出場のため帰国すると、空港で記者会見が開かれるほどのスター選手であった。
ただしプライベーターゆえの資金難や、レギュレーション改定の狭間におけるマシン選択の失敗などから、国際レースでは必ずしも成功したとは言えない。ドライバー・チームオーナーとして目指したF1参戦は実現しなかった。
また、組織や師弟関係が重んじられる国内レース界では生沢の行動が軋轢を生むこともあった。i&iレーシング設立時にはヒーローズレーシングから中嶋悟を引き抜いたことが批判され、当時国内最強と言われた松浦賢チューンのBMWエンジンの供給を受けられなかった。

## エピソード
交友関係
式場や浮谷、本田、杉江博愛（後の徳大寺有恒）、福澤幸雄、浅岡重輝などの日本のモータースポーツ草創期を支えた人物達とはレース仲間かつ、キャンティやホテルオークラの「カメリア」などで同席する遊び仲間であった。式場、杉江らが設立したレーシングメイトは生沢のレースマネージメントに協力していた。仲間の1人だった鈴木正士の息子、鈴木亜久里は生沢のi&iレーシングから全日本F3選手権にデビューしている。
浮谷は親友かつ最高のライバルであり、浮谷が事故死した1965年8月21日は生沢の誕生日であった。また、第4回日本GPでは浮谷の父、洸次郎（日本ポルシェクラブ会長）の口添えで三和自動車（現ミツワ自動車）からポルシェ・906を借りられることになった。式場によれば、生沢は初めて走るコースでもいいタイムを出せる天才型だが、調子が悪い時がある。浮谷は練習を重ねてコンスタントにラップを刻む努力型だったという。
丹頂鶴
学生時代までデザイナー志望だった生沢はヘルメットやレースウェアのデザインから、車に貼るスポンサーステッカーの配置まで自分で考えた。愛用のヘルメットは白字に頭頂部を赤く塗った日の丸カラー。第4回日本GPでは「丹頂鶴のようなヘルメットだ」と言われたので、ガムテープで鶴のマークを作りポルシェ・906のボディに貼った。以後、丹頂鶴のマークは生沢のシンボルとして欠かせないものになった。
自転車ダウンヒルのTeam Ikuzawaに所属する安達靖は、日の丸カラーに丹頂鶴というヘルメットデザインを継承している。
プロ意識
1968年の第5回日本GPで2位に入賞した際、マシンを降りて報道陣に囲まれた生沢に、係員が大会スポンサーのコカコーラを渡そうとした。生沢はこれを断り、個人スポンサーのペプシコーラを美味そうに飲んだ。2008年にツインリンクもてぎで行われたヒストリック・オートモビル・フェスティバル・イン・ジャパン（HAFJ）では、当時のマシン、ポルシェ・910でデモ走行した生沢へ愛娘がペプシコーラを手渡すという再現シーンがあり、往時を知る観客を喜ばせた。
選手宣誓拒否事件
1970年、JAFとその公認クラブとの間に軋轢が生じていた。公認クラブ連合は今までの実績を無視したJAFの方針に反発し、JAF主催のJAFグランプリを拒否しようとする事態にまで悪化していた。話し合いの末妥協点に達し、レースは無事に開催されることになった。
大会名誉総裁の高松宮宣仁親王が出席する開会式で選手宣誓を任された生沢は、主催者が用意した宣誓文を無視し、マイクに向かって「オールギャランティー、送迎サービスまでもJAFの金で賄われる外国人ドライバーに対し、いかに日本人ドライバーが不当に扱われているか……従って選手宣誓を拒否する!」と宣言した。この発言は観客から喝采を博したが、大会組織委員会はJAFに処分申請を行い、生沢は国内レースへの出場を同年5月27日から1年間禁止された。生沢は拠点をロンドンに移しており出場停止の影響を受けない状況にあったが、生沢はJAFに謝罪文を送り処分は軽減された。
中嶋悟
1978年にイギリスF3にスポット参戦した中嶋悟は、生沢から「チームを作るから、俺と一緒にヨーロッパへ行こう」と口説かれてi&iレーシングに移籍した。4年後、ヨーロッパ遠征の中断をきっかけに中嶋はチームを離脱するが、その後もホンダとの関係を保って1987年のF1デビューに結びつけた。中嶋は「生沢さんのところに行っていなければ、ホンダに乗れていたかは分からないし、今の自分はなかったんじゃないかな」と述べている。

## 主な戦績

### 日本以外の世界各国
- 1966年 - イギリスF3にロータス・41で7戦出場。最高4位。
- 1967年 - イギリスF3にブラバム・BT21で出場。16戦3勝。
  - ニュルブルクリンク500kmにホンダ・S800で出場しクラス優勝（総合11位）。
- 1968年 - イギリスF3/ヨーロッパF3にブラバム・BT21Bで出場。20戦5勝。
  - ワトキンズグレン6時間にポルシェ・908で出場（生沢/ハンス･ヘルマン/リチャード・アトウッド組）。総合6位。
- 1969年 - イギリスF3/ヨーロッパF3にロータス・59で出場。15戦1勝。
- 1970年 - ヨーロッパF2にロータス・69で参戦。13戦して最高2位、シリーズランキング8位。
- 1971年 - ヨーロッパF2にロータス・69で参戦。最高5位。中南米のF2にも遠征。
- 1972年 - ヨーロッパF2にGRD・272で参戦。9戦して最高9位。
- 1973年 - ヨーロッパF2にGRD・273で参戦。7戦して最高8位。
  - ル･マン24時間レースにシグマ・MC73で出場（生沢/鮒子田弘/P・タルボ組）。決勝リタイア。
- 1979年 - ル･マン24時間レースにマツダ・RX-7-252iで出場（生沢/寺田陽次郎/C・ブシェット）。予選不通過。
- 1980年 - ル･マン24時間レースにポルシェ・935kで出場（生沢/ロルフ・シュトメレン/A・ブランケンホルン）。予選3位・決勝リタイア。
- 1981年 - ル･マン24時間レースにマツダ・RX-7-253で出場（生沢/トム・ウォーキンショー/P・ラヴェット）。

### イギリス・フォーミュラ3選手権
| 年     | チーム                                  | シャシ          | エンジン   | 1 | 2 | 3 | 4 | 5 | 6 | 7 | 8 | 9 | 10 | 11    | 12      | 13    | 14 | 15 | 16    | 17      | 18    | 19    | 20    | 21    | 22      | 23    | 24  | 25    | 26    | 27    | 順位 | ポイント |
| ------ | --------------------------------------- | --------------- | ---------- | - | - | - | - | - | - | - | - | - | -- | ----- | ------- | ----- | -- | -- | ----- | ------- | ----- | ----- | ----- | ----- | ------- | ----- | --- | ----- | ----- | ----- | ---- | -------- |
| 1966年 | モーターレーシング・ステーブルス        | ロータス・41    | コスワース |   |   |   |   |   |   |   |   |   |    | BRH 9 | SNE DNS |       |    |    | BRH 7 | BRH Ret | BRH   | BRH   |       |       |         |       |     |       |       |       | NC   | 0        |
| 1967年 | モーターレーシング・ステーブルス        | ブラバム・BT21  | コスワース |   |   |   |   |   |   |   |   |   |    |       |         |       |    |    | BRH 3 |         |       | BRH 2 |       |       | BRH 2   | MAL 6 | OUL | OUL 5 | BRH 3 | BRH 4 | 9位  | 26       |
| 1968年 | フランク・ウィリアムズ レーシングカーズ | ブラバム・BT21B | コスワース |   |   |   |   |   |   |   |   |   |    | BRH 1 |         | MAL 1 |    |    |       | OUL DNS | BRH 4 | MAL 1 | OUL 3 | OUL 1 | BRH Ret | BRH 5 |     |       |       |       | 4位  | 51       |
| 1969年 | Michael Spence Ltd.                     | ロータス・59    | コスワース |   |   |   |   |   |   |   |   |   |    | BRH 9 |         |       |    |    |       |         |       |       |       |       |         |       |     |       |       |       | NC   | 0        |
| 1969年 | テツ・イクザワ                          | ロータス・59    | コスワース |   |   |   |   |   |   |   |   |   |    |       |         |       |    |    |       | BRH Ret | BRH   |       |       |       |         |       |     |       |       |       | NC   | 0        |

- 太字はポールポジション、斜字はファステストラップ (key)。

### ヨーロッパ・フォーミュラ2選手権
| 年     | チーム                                | シャシ       | エンジン       | 1       | 2       | 3       | 4       | 5       | 6       | 7       | 8       | 9       | 10      | 11    | 12  | 13      | 14     | 15    | 16  | 17  | 順位 | ポイント |
| ------ | ------------------------------------- | ------------ | -------------- | ------- | ------- | ------- | ------- | ------- | ------- | ------- | ------- | ------- | ------- | ----- | --- | ------- | ------ | ----- | --- | --- | ---- | -------- |
| 1969年 | チーム・サーティース                  | ローラ・T100 | コスワース     | THR DNS | HOC     | NÜR     | JAR     | TUL     | PER     | VLL     |         |         |         |       |     |         |        |       |     |     | -    | -        |
| 1970年 | テツ・イクザワ レーシングパートナーズ | ロータス・69 | コスワース FVA | THR 12  | HOC 2   | BAR     | ROU Ret | PER     | TUL 7   | IMO 7   | HOC Ret |         |         |       |     |         |        |       |     |     | 8位  | 9        |
| 1971年 | テツ・イクザワ                        | ロータス・69 | コスワース FVA | HOC Ret | THR 13  | NÜR     | JAR     | PAL DNQ | ROU Ret | MAN 7   | PER C   | TUL 7   | ALB Ret | VLL   | VLL |         |        |       |     |     | NC   | 0        |
| 1972年 | GRSインターナショナル                 | GRD・272     | コスワース FVA | MAL DNQ | THR     | HOC 8   | PAU DNS | PAL     | HOC Ret | ROU DNQ | ÖST     | IMO DNQ | MAN 9   | PER   | SAL | ALB Ret | HOC 14 | VLL C |     |     | NC   | 0        |
| 1973年 | GRSインターナショナル                 | GRD・273     | コスワース BDA | MAL     | HOC Ret | THR Ret | NÜR 13  | PAU 11  | KIN     | NIV     | HOC 13  | ROU 9   | MNZ     | MAN 8 | KAR | PER     | SAL    | NOR   | ALB | VLL | NC   | 0        |

#### 国際メーカー選手権
| 年     | チーム                     | 使用車両      | クラス | 1   | 2   | 3   | 4   | 5   | 6   | 7   | 8     | 9   | 10  |
| ------ | -------------------------- | ------------- | ------ | --- | --- | --- | --- | --- | --- | --- | ----- | --- | --- |
| 1968年 | ポルシェ・エンジニアリング | ポルシェ・908 | P      | DAY | SEB | BRH | MNZ | TGA | NUR | SPA | WGN 6 | ZEL | LMN |

#### ル・マン24時間レース
| 年     | チーム                     | コ・ドライバー                                  | 使用車両            | クラス   | 周回 | 総合順位 | クラス順位 |
| ------ | -------------------------- | ----------------------------------------------- | ------------------- | -------- | ---- | -------- | ---------- |
| 1973年 | シグマ・オートモーティブ   | 鮒子田寛 パトリック・ダル・ボ                   | シグマ・MC73-マツダ | S2.5     | 79   | DNF      | DNF        |
| 1980年 | ゴジー クレマー レーシング | ロルフ・シュトメレン アクセル・プランケンホルン | ポルシェ・935       | Gr.5     | 167  | DNF      | DNF        |
| 1981年 | マツダスピード株式会社     | トム・ウォーキンショー ピート・ロヴェット       | マツダ・RX-7        | IMSA GTO | 107  | DNF      | DNF        |

### 日本
- 1963年 - 第1回日本グランプリC-VIクラスにプリンス･スカイライン1900（BLSIS）で出場、8周リタイア16位。B-IIクラスにプリンス･スカイラインスポーツ（R21A）で出場し10位。
- 1964年 - 第2回日本グランプリT-Vクラスにプリンス･スカイライン1500（S50D）で出場し優勝。同GT-IIクラスにプリンス・スカイラインGT（S54A-1）で出場し3位。
- 1966年 - 第3回日本グランプリにプリンス・R380で出場し決勝リタイア。
- 1967年 - 第4回日本グランプリにポルシェ・906で出場し優勝（ポール・トゥ・ウィン）。
- 1968年 - '68日本グランプリにポルシェ・910で出場し2位。
- 1969年 - JAFグランプリに三菱・コルトF2Cで出場しポールポジション、決勝は首位走行中リタイア。
- 1970年 - JAFグランプリに三菱・コルトで出場。
- 1971年 - 日本グランプリにロータス・69で出場し3位。富士GC第5戦にポルシェ・917Kでスポット参戦し2位。
- 1972年 - 富士GCシリーズにローラ・T212とGRD・S72で出場。
- 1973年 - 富士GCシリーズにGRD・S72、シグマ・GC73、シグマ・MC73で参戦。
- 1974年 - 富士GCシリーズにGRD・S74で参戦。F2000にシェブロン・B40でスポット参戦。
- 1975年 - 富士GCシリーズにGRD・S74で参戦。
- 1976年 - 富士GCシリーズにGRD・S74で参戦し2勝、シリーズ2位。日本グランプリにマーチで出場。
- 1977年 - 富士GCシリーズにGRD・S74で参戦し1勝、シリーズチャンピオン獲得。F2000に4戦出場。
- 1978年 - 富士GCシリーズにGRD・S74で参戦。JAFグランプリにシェブロンで出場。

### 全日本F2000選手権
| 年     | チーム                   | マシン             | エンジン  | 1     | 2       | 3   | 4     | 5       | 6     | 7   | 8     | 順位 | ポイント |
| ------ | ------------------------ | ------------------ | --------- | ----- | ------- | --- | ----- | ------- | ----- | --- | ----- | ---- | -------- |
| 1974年 | ヒーローズレーシング     | マーチ・732        | BMW M12/6 | SUZ 2 | SUZ     | SUZ | SUZ   |         |       |     |       | 5位  | 2        |
| 1976年 | テツ・レーシング         | マーチ・752        | BMW M12/7 | FSW   | SUZ     | FSW | SUZ   | SUZ 8   |       |     |       | 17位 | 3        |
| 1977年 | Shick SuperII Racing     | シェブロン・B35/40 | BMW M12/7 | SUZ 8 | SUZ 9   | NIS | SUZ 7 | FSW Ret | FSW 7 | SUZ | SUZ 7 | 13位 | 11       |
| 1978年 | TETSU インターナショナル | シェブロン・B40    | BMW M12/7 | SUZ   | FSW Ret | SUZ | SUZ   | SUZ     | NIS   | SUZ |       | NC   | 0        |